# Сіблі (Айова)
Сіблі (англ. Sibley) — місто (англ. city) в США, в окрузі Оссеола штату Айова. Населення — 2860 осіб (2020).

## Географія
Сіблі розташоване за координатами 43°24′5″ пн. ш. 95°44′38″ зх. д. / 43.40139° пн. ш. 95.74389° зх. д. (43.401265, -95.743796).  За даними Бюро перепису населення США в 2010 році місто мало площу 4,36 км², уся площа — суходіл.

## Демографія
Згідно з переписом 2010 року, у місті мешкало 2798 осіб у 1153 домогосподарствах у складі 724 родин. Густота населення становила 642 особи/км².  Було 1269 помешкань (291/км²).
Расовий склад населення:
| - 93,1 % — білих - 0,5 % — азіатів - 0,3 % — корінних американців - 0,3 % — чорних або афроамериканців - 5,2 % — осіб інших рас |

До двох чи більше рас належало 0,7 %. Частка іспаномовних становила 11,4 % від усіх жителів.
За віковим діапазоном населення розподілялося таким чином: 23,3 % — особи молодші 18 років, 54,1 % — особи у віці 18—64 років, 22,6 % — особи у віці 65 років та старші. Медіана віку мешканця становила 42,8 року. На 100 осіб жіночої статі у місті припадало 90,7 чоловіків;  на 100 жінок у віці від 18 років та старших — 84,1 чоловіків також старших 18 років.
Середній дохід на одне домашнє господарство  становив 52 608 доларів США (медіана — 40 602), а середній дохід на одну сім'ю — 64 391 долар (медіана — 60 833). Медіана доходів становила 38 689 доларів для чоловіків та 28 679 доларів для жінок. За межею бідності перебувало 11,8 % осіб, у тому числі 11,9 % дітей у віці до 18 років та 12,0 % осіб у віці 65 років та старших.
Цивільне працевлаштоване населення становило 1319 осіб. Основні галузі зайнятості: освіта, охорона здоров'я та соціальна допомога — 27,9 %, виробництво — 22,7 %, роздрібна торгівля — 10,3 %, сільське господарство, лісництво, риболовля — 8,0 %.